# 斯皮尼-費羅尼宮

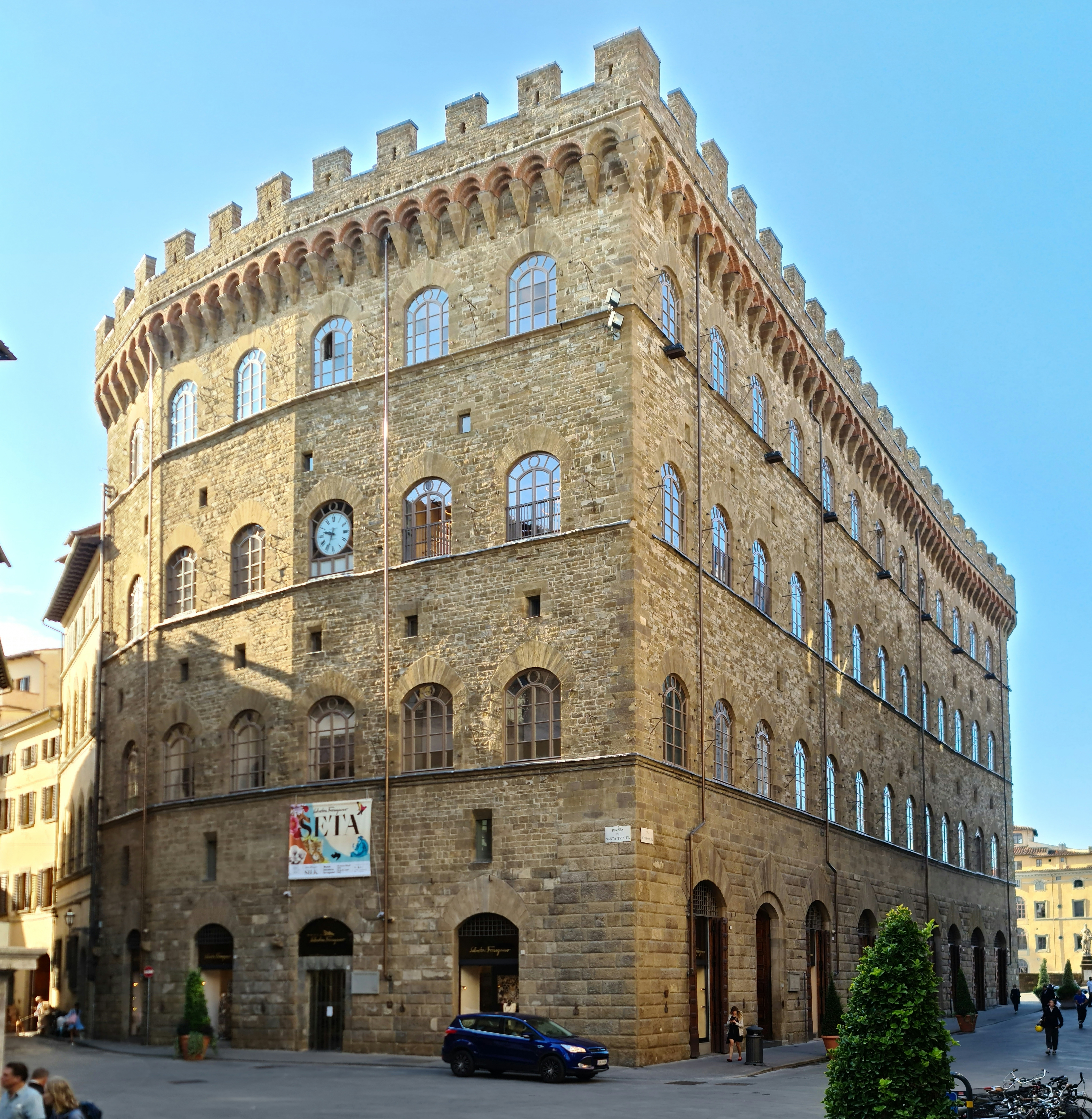
斯皮尼-費羅尼宮

斯皮尼-費羅尼宮（Palazzo Spini Ferroni）是一座建筑，位于意大利佛罗伦萨的天主圣三广场，为该市最宏大的中世纪私人宫殿。

## 历史
斯皮尼-費羅尼宮建于1289年，由富有的的布商和银行家杰瑞·斯皮尼，在1288年阿诺河洪水后，从佛罗伦萨天主圣三大殿的修士手中购买的土地上建造。

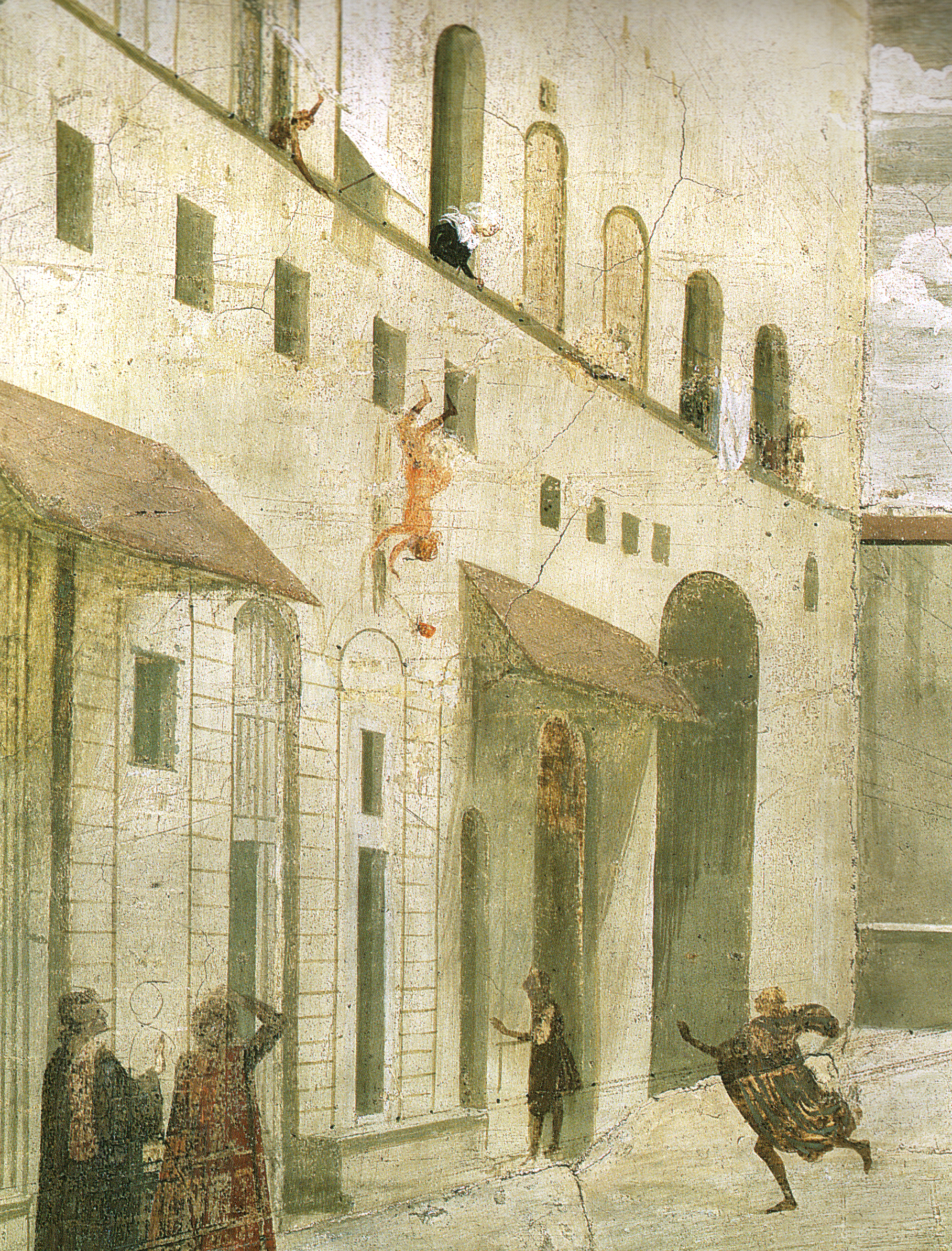
多梅尼科·基尔兰达约的壁画“男孩的复活”细部，在佛罗伦萨天主圣三大殿的萨塞蒂小堂

当时，这是佛罗伦萨最大的私人宫殿，与同一时期建造的政府所在地旧宫相竞争。参与设计的建筑师为阿努尔夫·迪·坎比奥或他的父亲拉普·特德斯科。该建筑的原始外观可以在邻近的教堂佛罗伦萨天主圣三大殿的萨塞蒂小堂的基尔兰达约的壁画中看到。
在14世纪，宮殿被斯皮尼家族的两个分支分割。在17世纪面临广场的部分出售。在17世纪70年代，大公科西莫三世时期富有的弗朗切斯科·安东尼·费罗尼侯爵买下后，由若望·巴蒂斯塔·福格尼和洛伦佐·梅里尼加以修饰，由伯纳迪诺·泊切提从原来的位置移来壁画“天使在天堂合唱”和“牧羊人的崇拜”。
在作为酒店一段时期后，在1846年，佛罗伦萨市购买了它，在佛罗伦萨作为意大利首都（1865年至1871年）期间曾用作政府办公室。1874年它被部分改建为新中世纪风格；底层开设店铺，面临阿诺河和塔和拱被拆毁，形成今日的面貌。在20世纪30年代，它被薩爾瓦托勒·菲拉格慕买下。
从1995年，二楼开辟萨尔瓦托勒·菲拉格慕博物馆。